# إي ليلي يو
إي ليلي يو (E. Lily Yu) هي مؤلفة وكاتبة أمريكية. في عام 2012، حصلت على جائزة جون دبليو كامبل لأفضل كاتب جديد. رشحت قصتها القصيرة «دبابير رسام الخرائط ونحل الفوضوي» لنيل جائزة هوغو لأفضل قصة قصيرة  وجائزة وورلد فانتازي لأفضل قصة قصيرة خيالية.
أصدرت في 27 تموز / يوليو 2019 القصة القصيرة «صفر في بابل».
نُشرت روايتها الأولى «عن الأمواج الهشة» في فبراير 2021 عن دار نشر «إيرهون» Erewhon Books. اختيرت الرواية في التصفيات النهائية لجائزة كروفورد 2022 التي قدمتها الرابطة الدولية للخيال في الفنون.

## روابط خارجية
- الموقع الرسمي
- صفحتها على فيسبوك